# Melchior-Station
Koordinaten: 64° 20′ S, 62° 59′ W

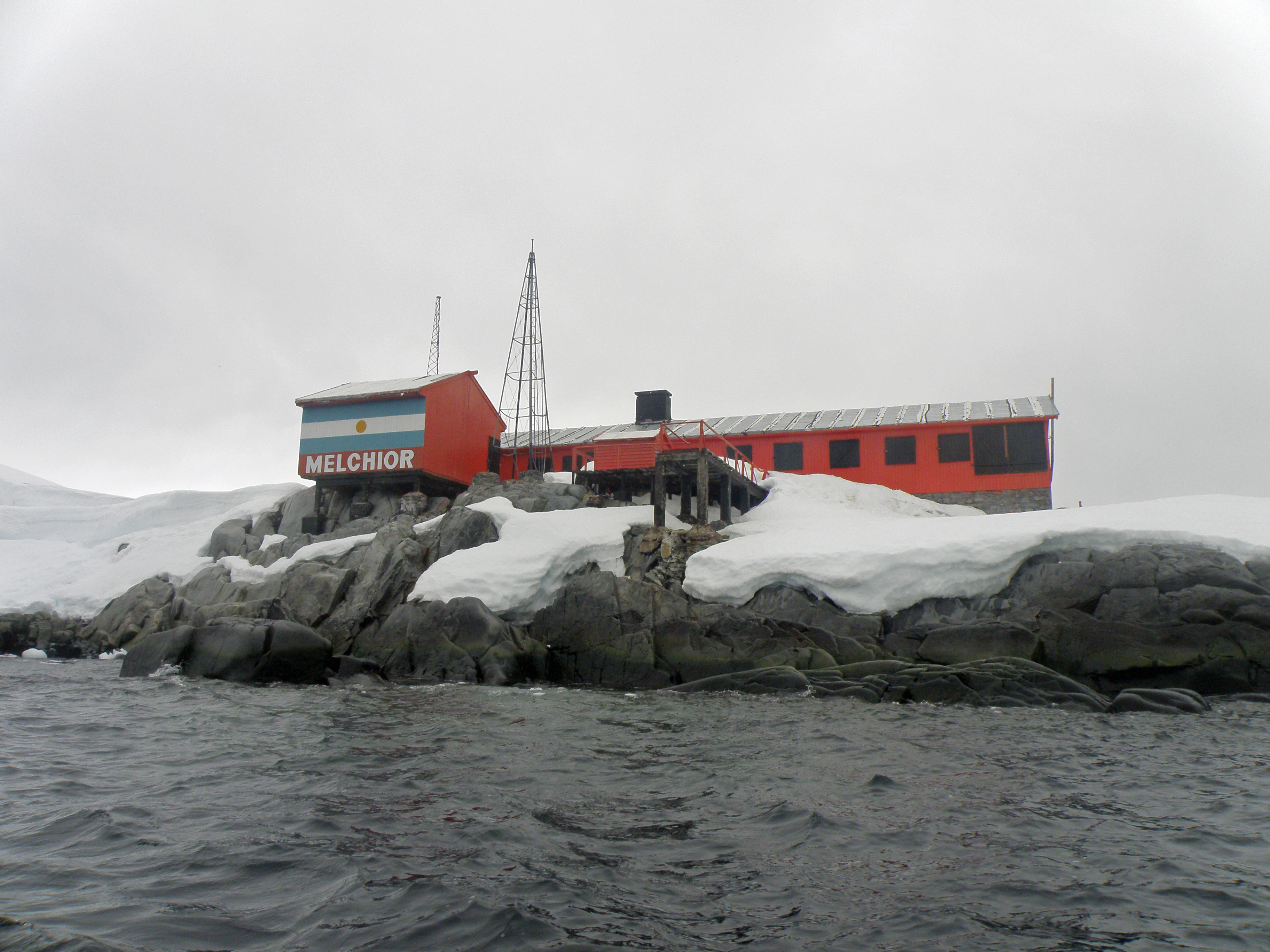
Das Hauptgebäude der Melchior-Station im Jahr 2010

Die Melchior-Station (offiziell spanisch Destacamento Naval Melchior, auch bekannt als englisch Melchior Base) ist eine argentinische Forschungsstation auf der Gammainsel in der zum Palmer-Archipel gehörenden Gruppe der Melchior-Inseln in der Antarktis.

## Geschichte
Errichtet wurde die nach der Orcadas-Station zweite argentinische Forschungsstation in der Antarktis zwischen dem 31. Januar und 31. März 1947 am nordöstlichen Ausläufer der Gammainsel. Sie bestand ursprünglich aus sechs Gebäuden, beherbergte neun Wissenschaftler und diente in erster Linie meteorologischen Zwecken. Zwischen 1947 und 1961 war sie vorwiegend in den antarktischen Wintermonaten besetzt. Während des Internationalen Geophysikalisches Jahres (1957–1958) wurde hier erstmals ein automatisches Gezeitenmessgerät zur Ermittlung des Tidenhubs installiert. Am 30. November 1961 wurde die Station geschlossen und erst in den Sommermonaten zum Jahreswechsel 1964/65 wieder in Betrieb genommen. Bereits im Winter 1965 erfolgte eine weitere Schließung. Nachdem die Station zwischen 1968 und 1969 durch ein vierköpfiges, ausschließlich weibliches Team wieder besetzt war, blieb sie ab dem Jahresende 1969 für mehr als 30 Jahre ungenutzt. Erst seit den 2000er Jahren ist sie wieder regelmäßig besetzt.